# Polizeiverordnung über das Halten gefährlicher Hunde
Die Polizeiverordnung über das Halten gefährlicher Hunde – HuV BW 2000 – wurde am 3. August 2000 (GBl. S. 574) vom Innenministerium sowie dem Ministerium für Ländlichen Raum und Verbraucherschutz des Landes Baden-Württemberg  erlassen und inzwischen zweimal unwesentlich geändert. Sie ersetzte zum 16. August 2000 die Polizeiverordnung des Ministeriums für Ländlichen Raum über das Halten gefährlicher Hunde vom 28. August 1991 (GBl. S. 542). Grundlage der Verordnung ist § 17 des Polizeigesetzes Baden-Württemberg.

## Übersicht über den Inhalt
Die Verordnung befasst sich zum einen mit sogenannten Kampfhunden (§ 1) und zum anderen mit sonstigen gefährlichen Hunden (§ 2).
Kampfhunde sind danach Hunde, bei denen von einer gesteigerten Aggressivität und Gefährlichkeit gegenüber Menschen oder Tieren auszugehen ist. Dabei wird dies bei drei Rassen, nämlich dem American Staffordshire Terrier, dem Bullterrier und dem Pit Bull Terrier, vermutet, solange der Halter nicht das Gegenteil nachweist (§ 1 Abs. 2 HuV BW 2000). Bei neun weiteren Rassen kann die gesteigerte Aggressivität im Einzelfall angenommen werden (§ 1 Abs. 3 HuV BW 2000). Die maßgeblichen Entscheidungen der Ortspolizeibehörde beruhen gemäß § 1 Abs. 4 HuV BW 2000 auf der Prüfung eines Amtstierarztes und eines sachverständigen Beamten des Polizeivollzugsdienstes.
Nach § 2 HuV BW 2000 sind sonstige gefährliche Hunde insbesondere solche, die bissig sind oder in aggressiver oder gefahrdrohender Weise Menschen oder Tiere anspringen.

## Die Regelungen im Einzelnen
§ 3 Abs. 1 HuV BW 2000 schreibt vor, dass das Halten eines Kampfhundes, welcher älter als sechs Monate ist, der Erlaubnis der Ortspolizeibehörde bedarf.
Die Voraussetzungen für die Erteilung der Erlaubnis sind in § 3 Abs. 2 HuV BW 2000 geregelt. Dabei sind u. a. ein Sachkundenachweis und die persönliche Zuverlässigkeit, sowie ein berechtigtes Interesse am Halten eines Kampfhundes erforderlich.
Für Kampfhunde gelten zudem besondere in § 4 HuV BW 2000 geregelte Pflichten. So sind diese Tiere etwa außerhalb des befriedeten Besitztums sicher an einer Leine zu führen und müssen einen das Beißen hindernden Maulkorb tragen. Kampfhunde dürfen zudem nicht gezüchtet oder mit anderen Rassen gekreuzt werden (§ 5 HuV BW 2000).
Der Leinen- und Maulkorbzwang gilt auch für andere gefährliche Hunde.